# Marek Cichy
Marek Cichy (ur. 24 lutego 1980 r. w Warszawie) – reżyser i producent filmowy. Współtwórca grupy ExNihil Studio.
Ukończył studia na wydziale zarządzania Uniwersytetu Warszawskiego oraz kierunki reżyserii i montażu na Akademii Filmu i Telewizji. Wraz z Michałem Gutowskim, Marcinem Czajkowskim, Krzyśkiem Janowskim i Ewą Martynkien w 2004 roku założył niezależną grupę filmową ExNihil. Ich filmy pokazywane były na wielu festiwalach w Polsce i za granicą (m.in. w ramach FPFF w Gdyni).

## Filmografia
Film fabularny pełnometrażowy
- 2008 Ego – (II reżyser)

Film krótkometrażowy (wybrane)
- 2010 Wiolonczelista – Fabuła (reżyseria, montaż, scenariusz, produkcja).
- 2007 Przestrzenie – Dokument (produkcja, montaż).
- 2006 Zapiski – Dokument (produkcja, montaż).
- 2006 Bulgot – Fabuła (reżyseria, montaż, scenariusz, produkcja).
- 2005 Stadium – Fabuła (reżyseria, scenariusz, produkcja).
- 2004 Druga Strona Cienia – Fabuła (reżyseria, scenariusz, produkcja).
- 2004 I już tak zostało… – Dokument (reżyseria, scenariusz, produkcja).

## Ważniejsze nagrody filmowe
Druga Strona Cienia
- OFFskar za montaż 2005.
- Nominacje do OFFskarów 2005 w kat.: reżyseria, zdjęcia, montaż.
- Grand PRIX STYGMATY 2004.
- I Nagroda na KRAKFFA 2004.
- Wyróżnienie na festiwalu HORROR FIESTA 2004.
- Wyróżnienie na festiwalu WYDMY 2004.
- Specjalna nagroda Zoom Zbliżenia 2005.
- I nagroda na festiwalu Tam Gdzie Nie Ma Gwiazd, KOLBUDY 2006.

Stadium
- Nagroda za zdjęcia KRAKFFA 2005.
- Nominacje do OFFskarów 2006 w kat.: zdjęcia.
- III miejsce na SKOFFKA 2005.
- Specjalna Nagroda na Zoom Zbliżenia 2005.
- Nagroda za zdjęcia na Festiwalu KAN 2006.
- Wyróżnienie za wybitne walory artystyczne Festiwal Kina Niezależnego „OFF jak gorąco” 2006.

Zapiski
- II miejsce na Międzynarodowym Festiwalu Zawodów Filmowych 2006.

I już tak zostało…
- II Nagroda w kategorii Dokument, Gliwicki Offowy Festiwal Filmowy GOFFR 2004.